# UGK 4 Life
UGK 4 Life ist das sechste und letzte Studioalbum des US-amerikanischen Rap-Duos UGK. Es erschien am 16. März 2009 über das Musiklabel Jive Records.

## Titelliste
1. Intro – 1:45
2. Still on the Grind (feat. Raheem DeVaughn) – 4:13
3. Everybody Wanna Ball – 3:57
4. Feelin’ You – 3:54
5. The Pimp & the Bun (feat. Ron Isley) – 3:32
6. She Luv It – 3:53
7. 7th Street (Interlude) – 1:26
8. Swishas & Erb (feat. Sleepy Brown) – 4:02
9. Purse Come First (feat. Big Gipp) – 4:23
10. Harry Asshole (feat. Lil' Boosie und Webbie) – 4:15
11. Used to Be (feat. 8Ball & MJG, B-Legit & E-40) – 5:40
12. Steal Your Mind (feat. Too $hort und Snoop Dogg) – 4:45
13. Texas Ave (Interlude) – 1:16
14. Hard as Hell (feat. Akon) – 3:55
15. Da Game Been Good to Me – 4:20
16. Outro – 3:11

## Rezeption

### Chartplatzierungen
UGK 4 Life erreichte im April 2009 Platz sechs der Billboard 200, den US-amerikanischen Album-Charts. Es hielt sich elf Wochen in der Hitparade. In den Top R&B/Hip-Hop Albums konnte das letzte Album UGKs Position zwei belegen.

### Kritik
Das deutsche Hip-Hop-Magazin Juice bewertete UGK 4 Life Ende 2011 mit vier von möglichen sechs „Kronen“. Der Redakteur Sascha Ehlert lobte in seiner Kritik die „einzigartige musikalische Verwebung von Blues, Gospel und Soul“. Auch der „Texas-Slang“ und die „seelenvollen Crooner-Hooks“ werden positiv bewertet. UGK 4 Life ermögliche dem Zuhörer „die trockene Hitze von Port Arthur, Texas“ beinahe körperlich zu spüren. Negativ hebt Ehlert dagegen den Beitrag des Sängers Akon hervor. Zusammenfassend sei das sechste Album UGKs ein „angemessener Abschluss der gemeinsamen Geschichte von Bun B und Pimp C“.